# One Chance
One Chance ist ein R'n'B-Quartett aus Chicago, USA. Sie stehen bei J Records unter Vertrag.
One Chance, bestehend aus Rob Brent, Jon Gordon, Michael Gordon und Courtney Vantrease, hatten ihren Durchbruch, als sie vor Usher auftraten, der sie dann unter Vertrag bei seinem Label nahm.

## Biografie
Ursprünglich ein Quintett, gab die Gruppe ihr Debüt 2005 auf dem Soundtrack zu dem Film In The Mix, mit den Songs "That's My Word" und "Could This Be Love". In dem Video ihrer ersten Single "That's My Word" waren es noch fünf Mitglieder.
Ihre Single "Look at Her" erreichte 2006 in den Charts des amerikanischen Billboard Magazine in der Rubrik "Hot R&B/Hip-Hop Songs" Platz 25.
Ihr erstes Album war eigentlich Ende 2006 geplant, aber wurde dann verschoben. Der letzte offizielle Termin war der 17. Juli 2007, dieser wurde wieder nicht eingehalten und die Website des Labels J Records nahm das Album aus der Liste der bevorstehenden Erscheinungen. Bis jetzt gab es noch kein offizielles Statement zum Release des Albums.

### Aktuelles
Im März 2008 kehrte One Chance zurück mit ihrer neuen Single "U Can't" als Download.
Im April landete der Song auf Platz 81 der US-R'n'B-Charts. In der Mitte des Monats erschien die Single dann offiziell.
In dem Video zu Ushers Lied "Love In This Club" hatte One Chance einen Auftritt mit anderen bekannten Sängern wie z. B. Keri Hilson, Kanye West, P. Diddy und Nelly.

## Diskografie

### Studioalben
- 2009: Private
- 2011: Ain‘t No Room For Talkin‘
- 2011: The Chicago Quartet

### Singles
- 2006: Look at Her (feat. Fabo)
- 2008: U Can't (feat. Yung Joc)